# Crna kava (drama)
Crna kava (izdan 1930. i 1997.) je drama Agathe Christie gdje su glavni likovi Hercule Poirot i satnik Arthur Hastings, a Charles Osbourne ga je 1997. pretvorio u roman. 

## Radnja
Poirot i njegov prijatelj Hastings pozvani su od Sir Clauda Amorya, poznatog psihologa, no on je ubijen prije njihovog dolaska. Poorot još jednom mora otkriti tko je ubojica.

## Poveznice
- Crna kava  Arhivirana inačica izvorne stranice od 14. srpnja 2014. (Wayback Machine) na Agatha-Christie.net, najvećoj domaćoj stranici obožavatelja Agathe Christie